# Мемориальная квартира Пушкина на Арбате
Мемориа́льная кварти́ра Алекса́ндра Пу́шкина на Арба́те — филиал Государственного музея Александра Пушкина, расположенный в мемориальной квартире великого русского поэта Александра Пушкина на Арбате, где он прожил с супругой Натальей Гончаровой несколько месяцев после свадьбы в 1831 году. Музей был основан в 1972-м, открытие после масштабной реставрации внутренних помещений состоялось в 1986 году. По состоянию на 2018-й экспозиция состоит из художественных произведений, мемориальных вещей, а также коллекции мебели XIX века.

## История

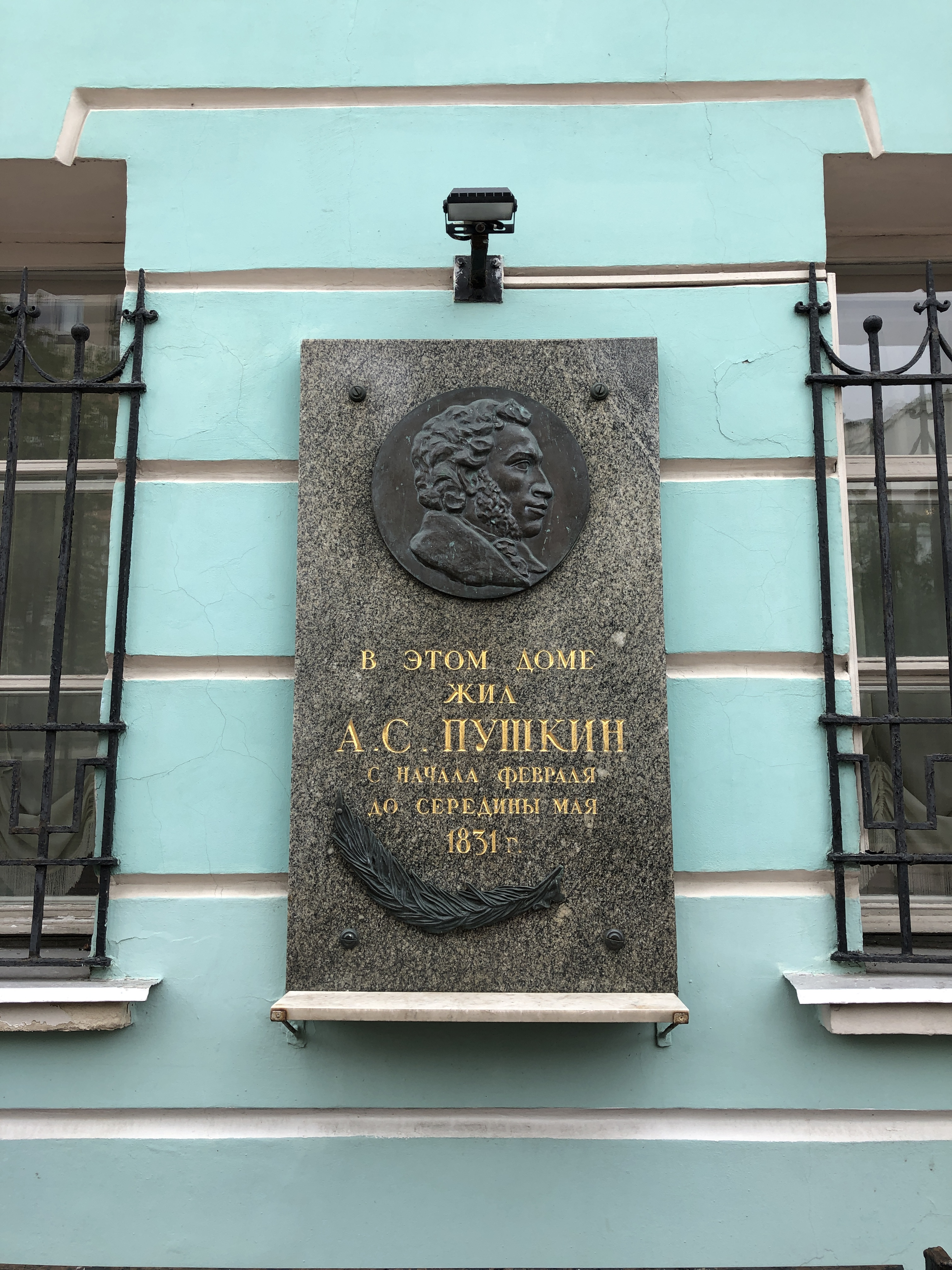
Мемориальная доска Александра Пушкина на здании музея, 2011 год

Первые упоминания о земельном участке относятся к 1752 году, когда коллежский советник Сергей Неронов получил разрешение на строительство хоромного дома по проекту архитектора Семёна Карина. Возведение здания началось в 1777-м и закончилось к 1780 году, когда были построены каменные палаты с подвальным помещением. В 1806 году Неронов продал владение губернскому секретарю Никанору Хитрово, который в 1810-м передал участок сыну Никанору Никаноровичу Хитрово. Во время пожара 1812 года здание было практически полностью уничтожено, остальная часть Арбата уцелела, к 1816-му — отстроено заново.
Согласно данным из книги маклера Пречистенской части, обнаруженной Сергеем Романюком в 1980 году, в 1831-м Александр Пушкин нанял второй этаж со спальней дома Хитрово на срок шесть месяцев. Стоимость съёма жилья составила две тысячи рублей ассигнациями. В это время хозяева дома - супруги Хитрово жили в Орле из-за распространившейся в Москве эпидемии холеры, пришедшей из Петербурга осенью 1830 г. 
Запись из книги маклера Пречистенской части Анисима Хлебникова
1831-го года января 23-го дня, я, нижеподписавшийся г-н десятого класса Александр Сергеев сын Пушкин, заключил сие условие со служителем г-жи Сафоновой Семёном Петровым сыном Семёновым данной ему доверенности от г-на губернского секретаря Никанора Никанорова сына Хитрова в том, что 1-е нанял я, Пушкин, собственный г-на Хитрова дом, состоящий в Пречистенской части второго квартала под № 204-м в приходе ц. Троицы, что на Арбате, каменный двухэтажный с антресолями и к оному прилежащему людскими службами, кухней, прачечной, конюшней, каретным сараем, под домом подвал, и там же запасной амбар, в доме с мебелью по прилагаемой описи сроком от вышеописанного числа впредь на шесть месяцев, а срок считать с 22-го января и по 22-е июля сего 1831-го года по договору между ними за две тысячи рублей государственными ассигнациями, из коей суммы при заключении сего условия должен я, Пушкин, внести ему Семёнову, половинную часть, то есть тысячу рублей ассигнациями, а последнюю половину по истечении тех месяцев от заключения условия, принять мне, г-ну Пушкину дом со всеми принадлежностями и мебелью по описи<…> 6-е в строениях, занимаемых мною Пушкиным, выключаются комнаты нижнего этажа дома для жительства экономки и приезда г-на Хитрова. К сей записи 10-го класса Александр Сергеев сын Пушкин руку приложил  ЦИАМ. Ф. 14. Оп. 7. Д. 4190..
Накануне свадьбы 17 февраля 1831 года Александр Пушкин пригласил своих ближайших друзей и знакомых на празднование «мальчишника». Среди посетивших мероприятие были младший брат Лев Пушкин, князь Павел Вяземский, поэт Николай Языков, мемуарист Денис Давыдов, философ Иван Киреевский, композитор Алексей Верстовский и другие. Празднование свадьбы продолжилось в доме на следующий день после венчания Пушкина и Гончаровой в церкви Большого Вознесения. У ворот здания на Арбате молодожёнов встречали меценат и ближайший друг поэта Павел Нащокин, Павел Вяземский, а также семья и друзья пары. Спустя десять дней после свадьбы Пушкины дали свой первый бал. Позже присутствующий на мероприятии дипломат Александр Булгаков так описывал тот вечер:
Пушкин славный задал вчера бал. И он, и она прекрасно угощали гостей своих. Она прелестна, и они как два голубка. Дай Бог, чтобы всегда так продолжалось. Много все танцевали… Ужин был славный; всем казалось странно, что у Пушкина, который жил все по трактирам, такое вдруг завелось хозяйство.
Через три месяца чета Пушкиных уехала в Царское село.
В 1858-м владельцем участка на Арбате числился Павел Борегар, а с 1874 по 1914 год — купцы Патрикеевы. В 1884—1885 годах в комнатах второго этажа проживал Анатолий Чайковский, который гостил у старшего брата Петра в Москве. В этом доме братья вместе отпраздновали Новый 1885 год. Впоследствии по инициативе Патрикеевых здание использовалось в коммерческих целях: на первом этаже находились мастерские, лавки и магазины.
После революции 1917 года владение перешло под управление Ведомства муниципального фонда, а в 1921-м в нём несколько месяцев располагался Окружной самодеятельный театр Красной армии, под нужды которого на втором этаже был оборудован зал на 250 мест. В художественный совет театра входили Владимир Маяковский и Всеволод Мейерхольд, а среди молодых артистов был Эраст Гарин.
Спустя год после начавшейся политики уплотнения в здании были созданы коммунальные квартиры, всего к 1970-му в особняке размещалось 33 семьи из 72 человек. Из-за высоких потолков бывшую гостиную Пушкина разделили на два уровня.
Начало музею положила мемориальная доска, установленная на доме по инициативе Пушкинской комиссии под председательством Мстислава Цявловского в 1937 году и выполненная по проекту скульптора Е. Д. Медведевой. Музей был создан в 1972-м по указу Совета Министров РСФСР, а спустя два года особняк включили в список памятников государственного значения.
Сразу после принятия решения об основании музея в доме начались масштабные реставрационные работы, которые продолжались до 1985 года. Открытие музея для общественности состоялось 18 февраля 1986 года.

## Экспозиция

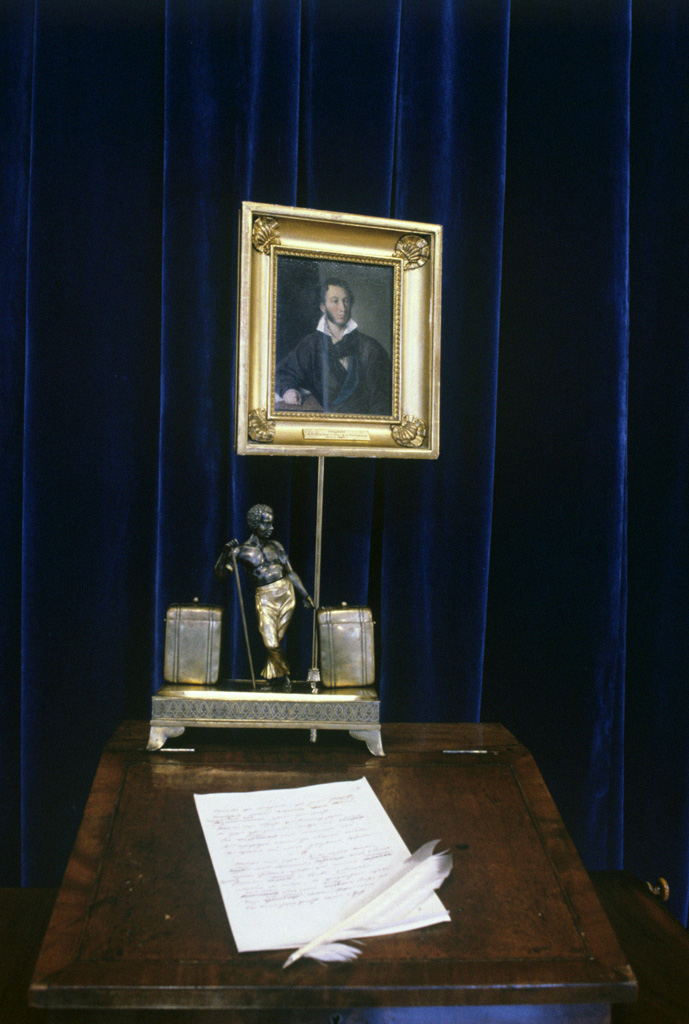
Экспозиция музея, 2012 год

Выставочное пространство музея занимает два этажа особняка. На первом расположена постоянная экспозиция «Пушкин и Москва», а на втором — мемориальные комнаты семьи Пушкиных. Несмотря на то, что аутентичная мебель не сохранилась, интерьеры комнат были восстановлены по воспоминаниям Павла Вяземского, часто бывавшего в гостях у семьи.
В парадной комнате мемориальной части экспозиции представлены фотографии друзей и близких поэта: Дениса Давыдова, Петра Вяземского, поэта Николая Языкова, издателя журнала «Московский вестник» Михаила Погодина, Николая Юсупова, Евгения Боротынского, композитора Алексея Верстовского. Музею принадлежит приобретённый Сергеем Рахманиновым рояль, который используется на музейных музыкальных вечерах.
Во втором мемориальном зале находилась столовая Пушкиных, сейчас там стоит конторка — письменный стол с копией одного из стихотворений поэта, копия портрета Пушкина работы Василия Тропинина, выполненная Авдотьей Елагиной по заказу Сергея Соболевского. Следующий зал посвящён Наталье Гончаровой, в нём экспонируются подлинный столик, ранее принадлежавший жене поэта, и портреты Пушкина и Гончаровой, написанные Петром Соколовым и Иваном Макаровым в 1836 и 1849 годах соответственно. Последние две мемориальные комнаты — это бывшие спальни семьи, в них хранятся копии рукописных листов Пушкина, в том числе и произведения «Евгений Онегин».
В 2015 году в дар музею поступила копия памятника Екатерины II, оригинал в дар императрице изготовил прадед Гончаровой Афанасий в 1788-м. По ряду обстоятельств памятник так и не был отправлен, а впоследствии перешёл Пушкину в качестве приданого. В 1836 году поэт продал статую на сплав литейному заводу Франца Берда за три тысячи ассигнаций.

## Память
- В 2021 году АО «Марка» была выпущена почтовая карточка, посвящённая мемориальной квартире А.С. Пушкина на Арбате[14].